# Vandijkophrynus
Vandijkophrynus é um género de anfíbios da família Bufonidae. Está distribuído por Namíbia, África do Sul, Lesotho, Suazilândia, Zimbabwe e Moçambique. Foi batizado em homenagem a Eddie Van Dijk, um herpetólogo sul-africano.

## Espécies
- Vandijkophrynus amatolicus (Hewitt, 1925)
- Vandijkophrynus angusticeps (Smith, 1848)
- Vandijkophrynus gariepensis (Smith, 1848)
- Vandijkophrynus inyangae (Poynton, 1963)
- Vandijkophrynus nubicola (Hewitt, 1927)
- Vandijkophrynus robinsoni (Branch and Braack, 1996)